# 禁女星
禁女星（152 Atala）是小行星带的一颗较大的小行星。它属于D型小行星，由碳、富硅有机物组成，也可能含有水冰。
它在1875年11月2日由保羅·亨利和普羅斯佩·亨利兄弟发现，但功绩最终记在了保羅头上。该小行星因1801年弗朗索瓦-勒内·德·夏多布里昂的小说《阿達拉》中的女英雄阿達拉而得名。
日本科学家观察到在1994年3月11日，禁女星发生了一次掩星。随后在2006年也观测到一次掩星。
- Orbital simulation （页面存档备份，存于） 来自JPL (Java)
- Occultation of TYC 5558-01048-1 by (152) Atala （页面存档备份，存于） 2006年5月7日 UT
- (152) Atala occultation of TYC 6180-01003-1 2006年9月30日
- (152) Atala near opposition July 5, 2007 （页面存档备份，存于） (距离地球2.38天文单位)